# 和城市社
和城市社是越南西宁省下辖的一个市社。

## 地理
和城市社东和东北接杨明珠县，东南接鹅油县，西和南接周城县，北接西宁市。

## 历史
2020年1月10日，和城县改制为和城市社；和城市镇改制为隆华坊，协新社改制为协新坊，隆城北社改制为隆城北坊，隆城中社改制为隆城中坊。

## 行政区划
和城市社下辖4坊4社，市社人民委员会位于隆华坊。
- 协新坊（Phường Hiệp Tân）
- 隆华坊（Phường Long Hoa）
- 隆城北坊（Phường Long Thành Bắc）
- 隆城中坊（Phường Long Thành Trung）
- 隆城南社（Xã Long Thành Nam）
- 长东社（Xã Trường Đông）
- 长和社（Xã Trường Hòa）
- 长西社（Xã Trường Tây）